# Erythrolamprus
Erythrolamprus è un genere di serpenti colubridi originari dell'America centrale, dei Caraibi e del Sud America. Includono i falsi serpenti corallo, simili ai serpenti corallo.

## Classificazione
Il genere Erythrolamprus appartiene alla sottofamiglia Dipsadinae (talvolta indicata come famiglia Dipsadidae), a sua volta appartenente alla famiglia dei Colubridae. In precedenza l'Erythrolamprus includeva solo sei specie. Tuttavia, studi molecolari iniziati nel 2009 hanno determinato che il genere Erythrolamprus non fosse monofiletico, e quindi la maggior parte dei serpenti dei generi Liophis, Lemaidophis e Umbrivaga sono stati inglobati in esso, portando il numero totale di specie a 50.

## Descrizione
I serpenti del genere Erythrolamprus sono generalmente lunghi meno di 1,6 m. Sono serpenti terrestri, con stili di vita che variano dal sotterraneo al terrestre e al semi-acquatico, e vivono in habitat che spaziano dalle foreste pluviali, alle savane, al Paramo montuoso, fino a 3500 m sul livello del mare.

## Specie
Queste specie sono attualmente riconosciute come valide.
- Erythrolamprus aenigma Entiauspe-Neto, Abegg, Koch, Nuñez, Azevedo, Moraes, Tiutenko, Bialves & Loebmann, 2021 – serpente corridore della savana
- Erythrolamprus aesculapii (Linnaeus, 1766) – Falso serpente corallo di Esculapio
- Erythrolamprus albertguentheri Grazziotin, Zaher, R. Murphy, Scrocchi, Benavides, Zhang & Bonatto, 2012 – Günther's green liophis
- Erythrolamprus albiventris (gennaio 1863)
- Erythrolamprus almadensis (Wagler, 1824) - Serpente terrestre di Almaden
- Eritrolamprus andino (Dixon, 1983)
- Erythrolamprus atraventer (Dixon & Thomas, 1985) - Serpente terrestre di Dixon
- Erythrolamprus bizona Jan, 1863 - falso serpente corallo a doppia fascia
- Erythrolamprus breviceps (Cope, 1861) – serpente terra corto
- Erythrolamprus carajasensis (da Cunha, Nascimento & Ávila-Pires, 1985)
- Eritrolamprus ceii (Dixon, 1991)
- Erythrolamprus cobella (Linnaeus, 1758) – serpente delle mangrovie
- Erythrolamprus cursor (Lacépède, 1789) - Serpente terrestre di Lacépède o serpente terrestre della Martinica (forse estinto)
- Erythrolamprus dorsocorallinus (Esqueda, Natera, La Marca & Ilija-Fistar, 2007)
- Erythrolamprus epinephalus (Cope, 1862) - serpente dal ventre di fuoco
- Erythrolamprus festae (Peracca, 1897) – grigio serpente terrestre
- Erythrolamprus fraseri Boulenger, 1894
- Erythrolamprus frenatus (F. Werner, 1909) – liophis di palude
- Erythrolamprus guentheri Garman, 1883 - Il falso serpente corallo di Günther
- Eritrolamprus ingeri (Roze, 1958)
- Erythrolamprus jaegeri (Günther, 1858) - serpente terrestre di Jaeger
- Erythrolamprus janaleeae (Dixon, 2000)
- Erythrolamprus juliae (Cope, 1879) - Il serpente terrestre di Julia
- Erythrolamprus lamonae (Dunn, 1944)
- Eritrolamprus macrosomus (Amaral, 1936)
- Erythrolamprus maryellenae (Dixon, 1985) - serpente terrestre di Maryellenne
- Erythrolamprus melanotus (Shaw, 1802) - Il serpente terra scuro di Shaw
- Erythrolamprus mertensi (Roze, 1964) - Serpente della foresta tropicale di Mertens
- Erythrolamprus miliaris (Linnaeus, 1758) - serpente terrestre militare
- Erythrolamprus mimus (Cope, 1868) - imita il falso serpente corallo
- Erythrolamprus mossoroensis (Hoge & Lima-Verde, 1973)
- Erythrolamprus ocellatus W. Peters, 1868 – Falso serpente corallo di Tobago, serpente rosso
- Erythrolamprus oligolepis (Boulenger, 1905)
- Erythrolamprus ornatus (Garman, 1887) - Corridore di Santa Lucia, serpente terrestre ornato
- † Erythrolamprus perfuscus (Cope, 1862) - serpente terrestre marrone chiaro, corridore delle Barbados (estinto)
- Erythrolamprus poecilogyrus (Wied-Neuwied, 1825)
- Erythrolamprus pseudocorallus Roze, 1959 – falso serpente corallo
- Erythrolamprus pseudoreginae J. Murphy, Braswell, Charles, Auguste, Rivas, Borzée, Lehtinen & Jowers, 2019 – Serpente del torrente Tobago
- Erythrolamprus pyburni (Markezich & Dixon, 1979) - Serpente della foresta tropicale di Pyburn
- Erythrolamprus pygmaeus (Cope, 1868) - Serpente della foresta tropicale amazzonica
- Erythrolamprus reginae (Linnaeus, 1758) - serpente terrestre reale
- Erythrolamprus rochai Ascenso, Costa & Prudente, 2019
- Erythrolamprus sagittifer (gennaio 1863) - serpente a freccia
- Erythrolamprus semiaureus (Cope, 1862)
- Erythrolamprus subocularis (Boulenger, 1902)
- Erythrolamprus taeniogaster (gennaio 1866)
- Erythrolamprus taeniurus (Tschudi, 1845) – serpente macinato sottile
- Erythrolamprus torrenicola (Donnelly & C. Myers, 1991) – serpente vellutato di palude
- Erythrolamprus trebbaui (Roze, 1958)
- Erythrolamprus triscalis (Linnaeus, 1758) - serpente terrestre a tre scaglie
- Erythrolamprus typhlus (Linnaeus, 1758) - serpente terrestre cieco, serpente di palude di velluto
- Erythrolamprus viridis (Günther, 1862) – serpente macinato a corona
- Eritrolamprus vitti (Dixon, 2000)
- Erythrolamprus williamsi (Roze, 1958) - Serpente terrestre di Williams
- Erythrolamprus zweifeli (Roze, 1959) - serpente terrestre intrecciato, serpente terrestre di Zweifel

## Mimetismo
I motivi ad anelli dai colori vivaci di alcuni serpenti del genere Erythrolamprus assomigliano a quelli dei serpenti corallo simpatrici del genere Micrurus fulvius, ed è stato suggerito che ciò sia dovuto al mimetismo. Resta da dimostrare se si tratti di Mimetismo batesiano classico, di Mimetismo mülleriano classico, di una forma modificata di mimetismo mulleriano o di nessun mimetismo.